# Hermonassa marsypiophora
Hermonassa marsypiophora là một loài bướm đêm trong họ Noctuidae.